# Nancy Turner

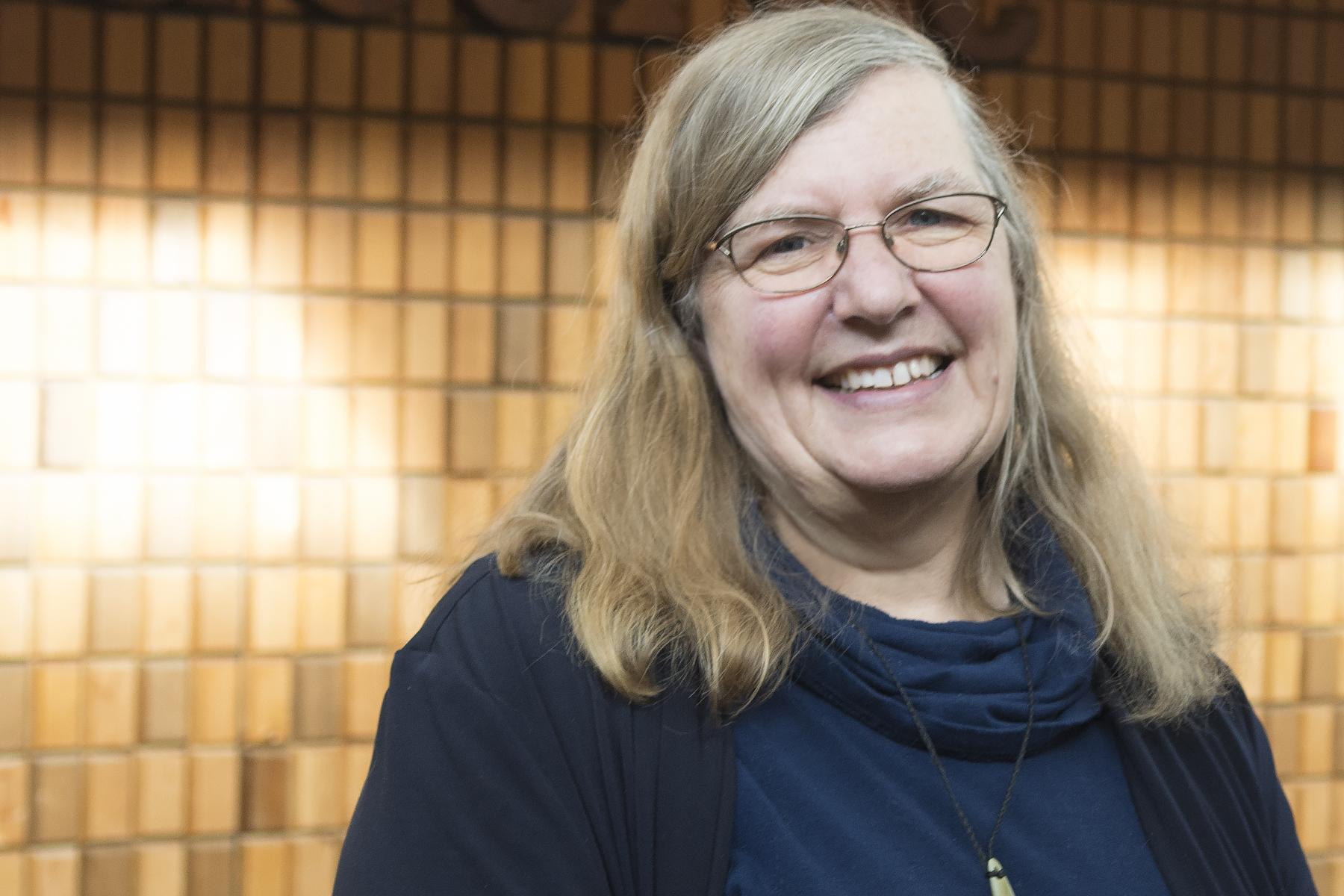
Nancy Turner, 2015

 Nancy J. Turner  (* 7. November 1947 in Berkeley, Kalifornien) ist eine kanadische Botanikerin und Hochschullehrerin. Sie ist eine Ethnobotanikerin, Ethnoökologin und emeritierte Professorin an der University of Victoria.

## Leben und Werk
Turner wurde 1947 in Berkeley in Kalifornien geboren und zog mit fünf Jahren nach British Columbia. Sie studierte an der University of Victoria, wo sie 1968 in Zusammenarbeit mit Ältesten der Saanich First Nations über indigene Völker und Pflanzen lernte. 1969 erwarb sie einen Bachelor of Science und heiratete den Historiker Robert D. Turner, mit dem sie drei Töchter bekam. Sie promovierte 1973 in Ethnobotanik an der University of British Columbia. Ihre Dissertation konzentrierte sich auf Pflanzenklassifizierungssysteme der Völker Haida, Nuxalk (Bella Coola) und Stl'atl'imx (Lillooet). Ihre Forschung beschäftigte sich nicht nur mit der  Bedeutung, die Pflanzen in der Kultur dieser Menschen gespielt haben, sondern auch mit den Auswirkungen, die indigene Völker historisch auf die Landschaft Kanadas hatten.
Sie erhielt einen Hakai-Lehrstuhl für Ethnoökologie an der University of Victoria und arbeitete mit der Heiltsuk Nation und der Simon Fraser University in der Region Hunter Island (British Columbia) zusammen. Sie interessiert sich für die traditionellen Wissenssysteme und die traditionellen Land- und Ressourcenmanagementsysteme indigener Völker, insbesondere im Westen Kanadas. In der Zusammenarbeit mit Ältesten und Kulturfachleuten der First Nations  im Nordwesten Nordamerikas arbeitet sie mit indigenen Gemeinschaften zusammen, um deren traditionelles Wissen über Pflanzen und Lebensräume, einschließlich indigener Lebensmittel, Materialien und Medikamente sowie Sprache, zu dokumentieren und damit zu bewahren.
2005 wurde ihr Buch Plants of Haida Gwaii  mit der Medaille des Vizegouverneurs für das beste Werk historischer Sachbücher über British Columbia ausgezeichnet. 2006 erhielt sie die Craigdarroch-Goldmedaille, den Hauptpreis der University of Victoria für Forschungsleistungen und 2008 erhielt sie ein zweijähriges Killam-Stipendium, um ein Buch über ihre Forschungen zu schreiben.
Sie erhielt eine Reihe von Auszeichnungen für ihre Arbeit, darunter 1999 die Mitgliedschaft im Order of British Columbia und 2009 im Order of Canada, die Ehrendoktorwürde  von der Vancouver Island University, der University of British Columbia, der University of Northern British Columbia und der Simon Fraser University sowie den Kanada-Preis der Federation for the Humanities and Social Sciences.
Sie ist in Organisationen wie der Global Diversity Foundation, der Society of Ethnobiology, der Society for Economic Botany und Slow Food International aktiv. Sie hat über 30 Bücher verfasst, bearbeitet, mitverfasst oder mitherausgegeben.

## Ehrungen und Auszeichnungen
- 1999: Fellow der Royal Society of Canada
- 1997: RE Schultes Award
- 1999: Order of British Columbia[5]
- 2002: Lawson-Medaille der Canadian Botanical Association
- 2008: William L. Brown Award[6]
- 2016: Canada Prize in the Social Sciences, Federation for the Humanities and Social Sciences[7]
- 2019: Distinguished Ethnobiologist Award, Society of Ethnobiology[8]
- 2020: Canada Innis Gerin Medal, Royal Society of Canada

## Veröffentlichungen (Auswahl)
- 1995: Food Plants of Coastal First Peoples. Royal British Columbia Museum Handbook series. UBC Press. ISBN 0-7726-5627-4.
- 1997: Food Plants of Interior First Peoples. Royal British Columbia Museum Handbook series. UBC Press. ISBN 978-0-7726-5846-3.
- 1998: Plant Technology of First Peoples in British Columbia. Royal British Columbia Museum Handbook series, UBC Press. ISBN 0-7718-8117-7.
- 2005: Plants of Haida Gwaii. Winlaw, B.C: Sono Nis Press. ISBN 1-55039-144-5.
- 2005: The Earth’s Blanket, Traditional Teachings for Sustainable Living. Vancouver: Douglas & McIntyre. ISBN 1-55365-081-6.
- 2014: Ancient Pathways, Ancestral Knowledge: Ethnobotany and Ecological Knowledge of Indigenous Peoples of Northwestern North America. 2 vols. Kingston and Montreal: McGill-Queen’s University Press, ISBN 978-0-7735-4380-5.